# Suchy port w Małaszewiczach
Suchy port w Małaszewiczach – hub logistyczny znajdujący się w Rejonie Przeładunkowym Małaszewicze o obszarze 300 ha i obejmujący wolny obszar celny. Terminal składa się z infrastruktury kolejowej łączącej kolejowe przejście graniczne Brześć-Terespol z terminalami przeładunkowymi w ramach stacji kolejowej Małaszewicze.
Realizuje się tutaj przeładunek towarów z taboru szerokotorowego (1520 mm, w ramach linii kolejowej nr 60) na tabor normalnotorowy (1435 mm, w ramach linii kolejowej nr 2) i transport drogowy. Jest jednym z głównych elementów kolejowej infrastruktury towarowej w Polsce i Europie – ok. 90% towarów przywożonych koleją z Chin do Unii Europejskiej przechodzi przez ten terminal.

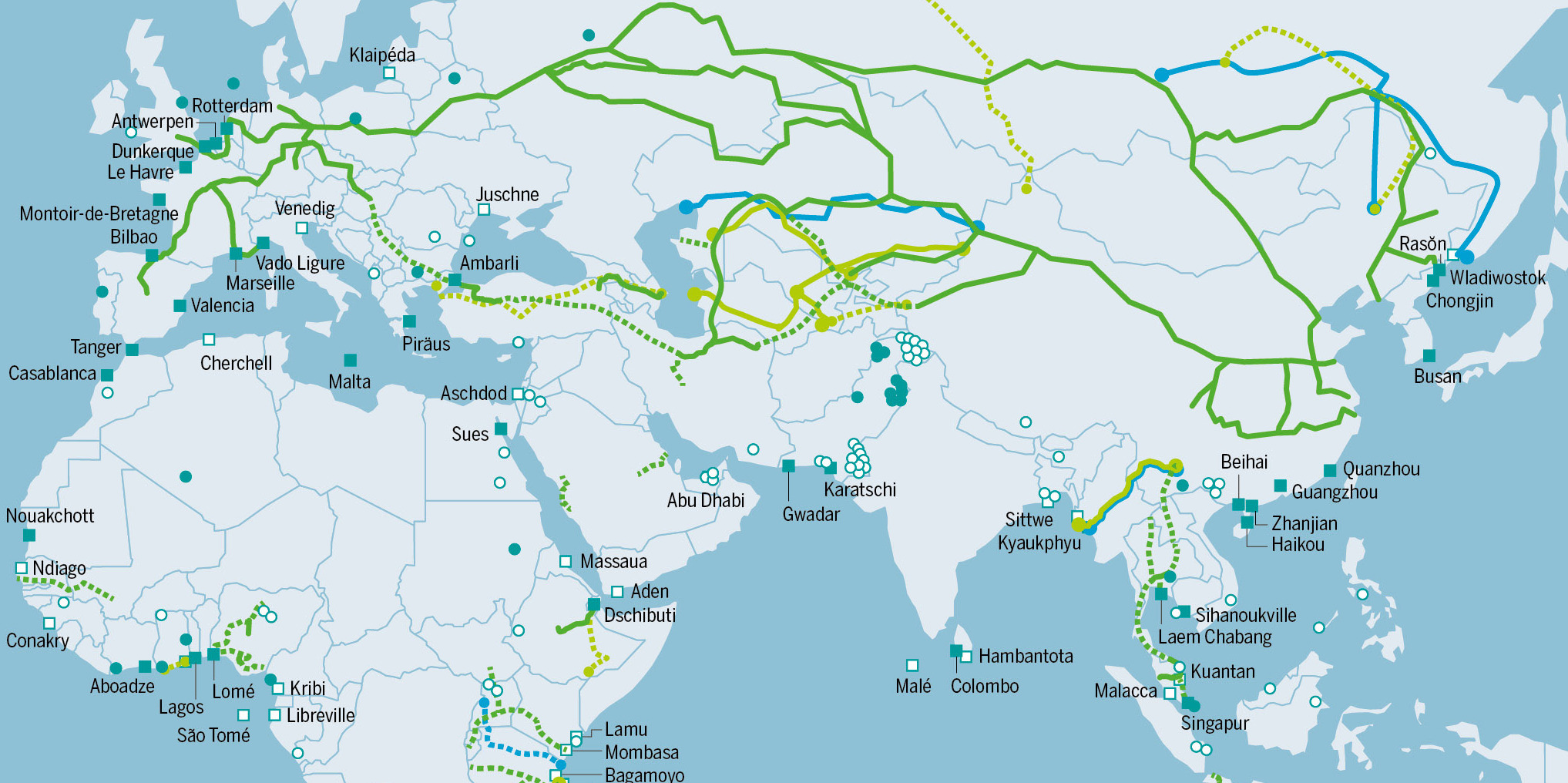
Mapa ze szlakami lądowymi z Chin do Europy z pokazanym Korytarzem Północnym

Jest częścią tzw. Korytarza Północnego czyli jednej z dwóch dróg, którą mogą być dostarczane towary do Polski z Chin drogą lądową. Drugim korytarzem jest Korytarz Środkowy.
Małaszewicze zlokalizowane są na II Paneuropejskim Korytarzu Transportowym.

## Infrastruktura
Infrastrukturą kolejową o długości ok. 180 km zarządza Cargotor. W ramach infrastruktury wchodzi szerokotorowa linia kolejowa nr 450.
W ramach obszaru, PKP Cargo Terminale posiada 5 terminali do obsługi przeładunku kontenerów jak i ładunków masowych. W sąsiedztwie działają również punkty przeładunkowe firm prywatnych. Łączna ilość terminali wynosi 20.
Na 2020 rok, powierzchnia składowa terminala pozwala na składowanie 20 tys. TEU, a roczne możliwości przeładunkowe to 160 tys TEU. Infrastruktura pozwala na obsługiwanie do 16 par pociągów o długości do 750 metrów.

## Przeładunki
Terminal pozwala na transport towarów z Chin drogą szybszą niż morską. W pierwszej połowie 2024 roku, średni czas transportu z Chin do Małaszewicz trwał 9 dni.
Statystyki przewozów z Chin na granicy polsko-białoruskiej w Małaszewiczach:
| Okres | Ilość kontenerów [TEU] |
| ----- | ---------------------- |
| 2017  | 6,2 tys.               |
| 2018  | 13,1 tys.              |
| 2019  | 37,8 tys.              |
| 2020  | 149,2 tys.             |
| 2021  | 179 tys.               |
| 2022  | 167 tys.               |
| 2023  | 109 tys.               |
| 2024  | 280 tys.               |

Szacuje się, że zyski z podatków i ceł z portu przynoszą rocznie ok. 1 mld zł do budżetu, na 2024 rok.
Łączna ilość przeładowywanych towarów na 2021 rok szacowana jest na 6-7 mln ton.
W styczniu 2025 odnotowano spadek ilości transportów z Korytarza Północnego do 21 pociągów dziennie (przed wybuchem wojny było to ok. 50 pociągów dziennie). Jako jedną z przyczyn wskazano embargo na towary podwójnego zastosowania ustalone przez Rosję jak i ostrzejsze embargo na nawozy sztuczne wydane przez UE. Podkreślono też zwiększenie dostaw w ramach Korytarza Środkowego.

## Historia
W latach 40. zaczął powstawać obszar przeładunkowy, który został otwarty w 1949 roku.
Terminale przeładunkowe zaczęły powstać w latach 50. na potrzeby wojska, były to głównie terminale leśne (Podsędków, Raniewo, Kowalewo). Dominowały w nim przeładunki masowe, które dawały pracę dla 5 tys. ludzi.
W latach 90., w ramach prywatyzacji, pojawiły się dodatkowe bocznice kolejowe i prywatne terminale do obsługi przeładunków.
W listopadzie 2021 został utworzony list intencyjny pomiędzy PKP Cargo i PKP PLK na sprzedaż akcji spółki Cargotor.
W latach 2018–2020 prowadzono prace modernizacyjne Terminala Intermodalnego o łącznej wartości 31,9 mln zł. Prace objęły modernizację i rozbudowę oraz zakup wyposażenia.
W 2022, kryzys migracyjny na granicy polsko-białoruskiej oraz rosyjska agresja militarna na Ukrainę spowodowały gwałtowny spadek przewożonych towarów.
W 2022 UE odrzuciła wniosek o dofinansowanie rozwoju terminala w ramach tzw. "Parku Logistycznego Małaszewicze" z przyczyn budżetowych.
W 2023 sejm przekazał 3,4 mld zł rozłożone na 5 lat na modernizację terminala w formie obligacji Skarbu Państwa na rzecz PKP PLK, z zastrzeżeniem przekształceń własnościowych spółki Cargotor. Inwestycja przewiduje zwiększenie obsługiwanych par pociągów z 16 do 35 i obsługi pociągów o długości do 1 km.
W 2024 roku został stworzony nowy list intencyjny w ramach wygasłego listu intencyjnego z 2021 ustanawiający termin sprzedaży na lipiec 2025 lub odstąpieniem od umowy w przypadku braku porozumienia.